# Chrysopoloma albibasalis
Chrysopoloma albibasalis is een vlinder uit de familie slakrupsvlinders (Limacodidae). De wetenschappelijke naam van deze soort is voor het eerst geldig gepubliceerd in  door Hampson, ????.
De soort komt voor in tropisch Afrika.